# Rc (シェル)

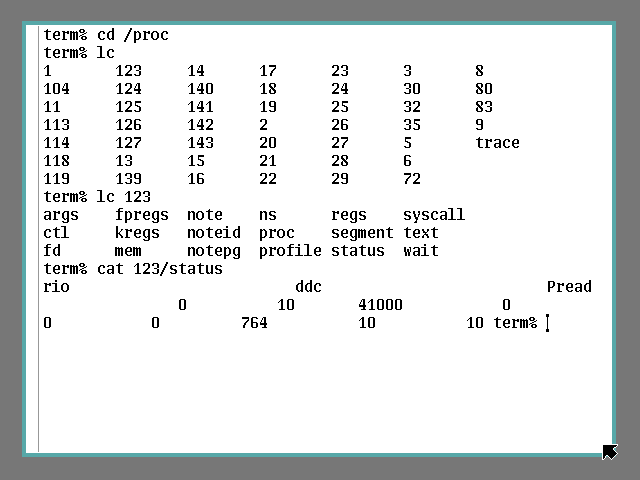
An rc session

rc（"run commands"）は、Version 10 UnixとPlan 9のためのコマンドラインインターフェースである。rcはBourne shellに似ているが、その構文はより簡潔なものになっている。また、rcはトム・ダフによって作られた。彼はDuff's deviceと呼ばれるC言語の構築で有名である。
オリジナルなrcのUNIXに対するポートは、Plan 9 form User Spaceの一部としてなされた。rcのUNIX系OSへのリライトはバイロン・ラキツィスによるものも利用可能だが、それはいくつかの互換性のない変更を含んでいる。
rcは、オリジナルのBourne shellがALGOL風の構造を持つのに対して、C言語のような構造を持つ。ただし、"if not"構造を"else"の代わりに使い、リストの繰り返しにBourne shell風の"for"ループを持っている。rcにおいては"$@"のような構造を排除する必要のために、すべての変数は文のリストとなっている。変数は展開されるときに再分割されない。この言語はダフの論文に記載されている。

## 影響

### es
es（"extensible shell"）は、ラキツィスとポール・ハウァーによって開発された、オープンソースのコマンドラインインターフェースで、rcシェルに影響を受けたスクリプト言語の構文を利用している。esは、ラツキィスによるUNIXのためのrcのクローン
のコードをオリジナルのベースにしている。
es（＝"extensible shell"）は、UNIXシェルとして、完全な関数型プログラミング言語を提供することを意図している。esの大部分の開発は1990年代の初頭に始まり、1993年冬のサンディエゴにおけるUSENIXの会議において紹介された後、公式の
リリースは1997年の0.9-beta-1以後やめられた。また、esは、zshやbashなどのポピュラーなシェルに比べて機能が欠けている。esのパブリックドメインな派生版は2019年現在でも開発されている。

## 例
Bourne shellスクリプト
```
if
 
[
 
"
$1
"
 
=
 
"hello"
 
]
;
 
then

    
echo
 
hello,
 
world

else

    
case
 
"
$2
"
 
in

    
1
)
 
echo
 
$#
 
'hey'
 
"jude's"
$3
;;

    
2
)
 
echo
 
`
date
`
 
:
$*
:
 
:
"
$@
"
:
;;

    
*
)
 
echo
 
why
 
not
 
1
>
&
2

    
esac

    
for
 
i
 
in
 
a
 
b
 
c
;
 
do

        
echo
 
$i

    
done

fi

```

はrcでは以下のように表記される。
```
if(~ $1 hello)
    echo hello, world
if not {
    switch($2) {
    case 1
        echo $#* 'hey' 'jude''s'^$3
    case 2
        echo `{date} :$"*: :$*:
    case *
        echo why not >[1=2]
    }
    for(i in a b c)
        echo $i
}

```

Rcはまた、より動的なパイプをサポートしている。
```
a |[2] b    
# aの
標準エラー出力
のみbへパイプする — 
Bourne shell
における'3>&2 2>&1 >&3 | b'と等価である
[
1
]
(Advanced I/Oリダイレクト)

a <>b       
# aの
標準入力
および
標準出力
としてファイルbを開く

a <{b} <{c} 
# a {bの標準出力} {cの標準出力}となる。"
プロセス置換
（
英語版
）
"という名前でよく知られている
[
1
]
(パイプライン分岐)
```